# Confide in Me (album, 2016)
A Confide in Me az ausztrál énekesnő Kylie Minogue válogatáslemeze, mely 2016. április 8-án jelent meg az Egyesült Királyságban a BMG kiadónál, és a Deconstruction kiadónál megjelent dalokat tartalmazott két stúdióalbuma, a Kylie Minogue és az Impossible Princess mellett. Bár ugyanaz a címe és hasonló a dallista is, mégsem egyezik meg a 2001-ben kiadott válogatással. A lemezen helyett kaptak B-oldalas dalok és olyan dalok, melyek nem voltak kislemezként kiadva, de szerepeltek a lemezeken, mint ahogy ez már látható volt Minogue korábbi kiadványainál a Deconstruction kiadós korszakából.
Mint ahogy korábban a 2001-es válogatásnál, a Confide in Me-t nagyon hasonlónak tartották a Hits+-hoz és a Confide in Me-hez, mely 2001-ben jelent meg. A Confide in Me borítója ugyanaz a fotó, melyet Minogue 2003-as válogatásának, a Greatest Hits 87–97-nek a borítójaként használtak.

## Számlista
| 1.  | Confide in Me (Master Mix)              |  |
| 2.  | Breathe                                 |  |
| 3.  | Dangerous Game                          |  |
| 4.  | If I Was Your Lover                     |  |
| 5.  | Put Yourself in My Place                |  |
| 6.  | Stay This Way                           |  |
| 7.  | Some Kind of Bliss                      |  |
| 8.  | Love Is Waiting                         |  |
| 9.  | Gotta Move On                           |  |
| 10. | Falling                                 |  |
| 11. | This Girl                               |  |
| 12. | Did It Again                            |  |
| 13. | If You Don’t Love Me                    |  |
| 14. | Difficult by Design                     |  |
| 15. | Automatic Love                          |  |
| 16. | Say Hey                                 |  |
| 17. | Jump                                    |  |
| 18. | Where Is the Feeling? (BIR Dolphin Mix) |  |

| 1.  | Dreams                                    |  |
| 2.  | Surrender                                 |  |
| 3.  | Cowboy Style                              |  |
| 4.  | If You Don’t Love Me (Acoustic Version)   |  |
| 5.  | Time Will Pass You By                     |  |
| 6.  | Nothing Can Stop Us                       |  |
| 7.  | I Don’t Need Anyone                       |  |
| 8.  | Through the Years                         |  |
| 9.  | Tears                                     |  |
| 10. | Drunk                                     |  |
| 11. | Limbo                                     |  |
| 12. | Too Far                                   |  |
| 13. | Falling (Farley & Heller Alternative Mix) |  |
| 14. | Confide in Me (Big Brothers Mix)          |  |
| 15. | Where Has the Love Gone?                  |  |

## Fordítás
- Ez a szócikk részben vagy egészben  a   Confide in Me (2016 album) című angol Wikipédia-szócikk fordításán alapul.  Az eredeti cikk szerkesztőit annak laptörténete sorolja fel. Ez a jelzés csupán a megfogalmazás eredetét és a szerzői jogokat jelzi, nem szolgál a cikkben szereplő információk forrásmegjelöléseként.